# Mikhaïl Balakine
 (décembre 2014).
Le contenu est difficilement compréhensible vu les erreurs de traduction, qui sont peut-être dues à l'utilisation d'un logiciel de traduction automatique.
Mikhaïl Dmitriévitch Balakine (en russe : Михаил Дмитриевич Балакин), né le 20 avril 1961 à Serpoukhov, est un chef d’entreprise et homme politique russe. Il est président du directoire du groupe SU-155 et député de la Douma de la ville de Moscou depuis 2014.

## Biographie
Mikhaïl Balakine fait ses études à l'Institut de génie et de bâtiment V.V. Kouïbychev à Moscou dans la spécialité « alimentation en gaz, thermique et la ventilation ».

### Carrière professionnelle
Il commence sa carrière professionnelle comme surveillant de travaux durant 8 ans puis devient ingénieur en chef. En 1993, quand le groupe SU-155 est privatisé, il en devient copropriétaire et exerce la fonction de directeur général.
En 2000, il est invité à la mairie de Moscou, où il est chargé de la construction des ouvrages municipaux et de la reconstruction du parc de logements vétuste : nouveau théâtre, Théâtre Bolchoï, université d'État de Moscou (nouvelle bibliothèque), place de l'Europe.
En 2005, ayant quitté son poste de fonctionnaire, il est revenu à la direction de SU-155, dont il est le président du Directoire.
En 2014, il est élu le député de la Douma de Moscou de la VIe législature comme candidat du LDPR (Parti libéral-démocrate de Russie).

## Business
Mikhaïl Balakine est l'actionnaire principal du Groupe de Sociétés SU-155, qui compte plus de 80 entreprises industrielles et de bâtiment. Le chiffre d'affaires de SU-155 en 2013 a augmenté de 35%, pour un montant total de 114,2 milliards de roubles.
Mikhaïl Balakine fut l'un des actionnaires de la Banque Indépendante de Construction (NS Banque), mais en avril 2013, il revend sa part à la banque.
En 2014, il sort du capital des Sociétés de gestion d'actifs, faisant précédemment partie du Groupe de Sociétés «SU-155».

## Estimation de la fortune
Il figure dans le classement russe de la revue Forbes depuis 2005 (sauf en 2009), et dans le classement globale de Forbes depuis 2010.
| Année                                                                      | 2005 | 2006 | 2007 | 2008 | 2009 | 2010 | 2011 | 2012 | 2013 | 2014 |
| -------------------------------------------------------------------------- | ---- | ---- | ---- | ---- | ---- | ---- | ---- | ---- | ---- | ---- |
| Capital selon Forbes, en milliards de dollars                              | 0,55 | 0,8  | 1,2  | 4    | 0    | 1,6  | 2,3  | 1,9  | 1,8  | 1,9  |
| Position dans la liste des 100 hommes d'affaires les plus riches de Russie | 50   | 57   | 53   | 34   | -    | 41   | 40   | 46   | 57   | 52   |
| Position dans le classement mondial des milliardaires Forbes               | -    | −    | −    | −    | −    | 616  | 512  | 683  | 831  | 984  |

## Activité publique et politique
Il est membre dès 2014 du Conseil social auprès du Ministère de BTP et de l’infrastructure communale de la Russie.
En 2014 il remporte les élections à la Douma de Moscou dans l’arrondissement électoral 38 (Nouveau Moscou).

## Activité de bienfaisance
Le Groupe de Sociétés «SU–155» présidé par Mikhaïl Balakine prend une part active à la construction et le redressement des cathédrales. 
En 2002-2005 le Groupe de sociétés «SU–155» a reconstruit la Cathédrale au nom de Saint Nicolas de Myre (Nicolas le Blanc) à la ville de Serpoukhov, bâtie en XVIe siècle encore, - la cathédrale était restaurée d’après les esquisses et les photos.
En 2009-2012 il a restauré la Cathédrale navale de Kronstadt au nom de Saint Nicolas, qui était fermé en 1929, et au temps soviétique fut transformée en salle de cinéma, maison des officiers de la flotte Baltique, salle de concerts et en filiale du Musée central de la Marine de Guerre.
En 2014 avec le soutien de Mikhaïl Balakine et le GS «SU-155» il a poursuivi la construction de la nouvelle cathédrale à Chtcherbinka, arrêtée auparavant après l’élévation du soubassement et la manque d’argent collecté par la paroisse pour la construction. En 2014 à l'initiative de Mikhaïl Balakine et l’Église orthodoxe Russe il commence la restauration de la Cathédrale Saint Nicolas à Boutki. Au temps soviétique le temple était fermé et de plus en plus abimé, faute d'entretien.

## Décorations
Il est décoré de plusieurs décorations de l'Église orthodoxe Russe : l'Ordre de Saint Daniel de Moscou IIIe classe en 2005, l'Ordre de Saint Séraphin de Sarov IIIe classe en 2007, la médaille de Géorguy Vsevolodovitch IIIe classe et l'Ordre de Saint Séraphin de Sarov IIe classe en 2014.
En 2014 il a été décoré de l'Ordre de l'Honneur.

## Vie personnelle
Marié et père d’une fille, il se passionne pour les skis alpins, joue aux échecs et collectionne des vins.